# Sara Saito
Sara Saito (nació el 3 de octubre de 2006) es una tenista profesional japonesa.
Saito tiene un ranking de individuales WTA más alto de su carrera, No. 150, logrado el 16 de diciembre de 2024. También fue No. 484 en dobles, logrado el 18 de marzo de 2024.
En octubre de 2024, llegó a su primeros cuartos final de un torneo WTA en el Torneo de Osaka 2024 luego de recibir un wildcard al cuadro principal, venciendo en primera ronda a  Jéssica Bouzas. En segunda ronda a Elina Avanesyan, preclasificada #5 y 47 del mundo, y finalmente perdería con la clasificada Kimberly Birrell en 2 set.